# 格雷瓜尔 (歌手)
格雷瓜尔（法語：Grégoire，發音：[ɡʁeɡwaʁ] ⓘ），本名格雷瓜尔·布瓦瑟诺（法語：Grégoire Boissenot；1979年4月3日—）生于法国瓦兹省桑利斯市，是一名使用法语创作并演唱的创作歌手，其经纪公司为众筹网站MyMajorCompany，他也是法国第一位接受众筹赞助的音乐人。
他的首张专辑《Toi + Moi》共有12首歌曲，其中四首曾作为单曲发行：《你和我》（Toi et moi）、《星星的街道》（Rue des étoiles）、《你的手》（Ta Main）以及《云》（Nuages）。这张专辑售出了超过一百万份，并因此成为了钻石唱片，这张专辑也亦是2009年法国专辑销量排行榜的第一。

## 童年与家庭
格雷瓜尔在家中的男孩中排行老四，在8岁的时候，他的长兄Ludovic就以钢琴演奏对其进行音乐启蒙，其演奏的曲目有披头士乐队的《Let It Be》、《Imagine》等。不幸的是，Ludovic于2002年12月4日突然逝世，得年33岁；随后他的三哥Nicholas在2007年去世，时年32岁。其著名单曲《你的手》（Ta Main）即是为了纪念他的两位兄长而作。
格雷瓜尔在桑利市的圣文森高中完成了他的学业，并拥有英语和德语的能力证书（LEA）。

## 私生活
格雷瓜尔于2012年8月25日与Éléonore de Galard结婚，二人现居住法国塞纳省的布洛涅-比扬古市且育有一子一女：出生于2012年的Paul和2014年9月17日出生的Léopoldine。

## 音乐生涯
格雷瓜尔于20在众筹网站MyMajorCompany上注册，并在不到三个月的时间内就筹集了出版首张专辑所需的70000欧元赞助。在347个赞助人的赞助下，他也成为了法国的第一个众筹音乐人，他收到的赞助的额度从10欧元到6020欧元不等。2008年夏天，格雷瓜尔推出首张单曲《你和我》（Toi + Moi），该单曲的同名专辑则同年9月22日出版，售出超过1200000份，并且连续两年荣登最佳专辑销售榜上的前30名，由于专辑大获成功，他的赞助人们也赚取了近乎最初投资额的20倍的利润。
他的第二首单曲《星星的街道》（Rue des étoiles）于2008年11月发行，随后他出版了第三首单曲《你的手》（Ta Main），这首曲子是为了纪念他失去的两名兄长而作。
由MyMajorCompany于2010年11月15日发行，他的第二张专辑《同一个太阳》（Le Même soleil），售出超过400000份。         
2011年4月， 格雷瓜尔为动画电影《Titeuf》录制了电影配乐《我开始明白》（Je commence à comprendre）
格雷瓜尔于2010年加入了"Les Enfoirés"乐队。         